# Kap Roberts
Das Kap Roberts ist eine Landzunge an der Scott-Küste des ostantarktischen Viktorialands Das Kap bildet am nordöstlichen Ende des Wilson-Piedmont-Gletschers die südliche Begrenzung der Einfahrt zum Granite Harbor. 
Teilnehmer der Nimrod-Expedition (1907–1909) unter der Leitung des britischen Polarforschers Ernest Shackleton entdeckten es. Namensgeber ist William Roberts (1872–unbekannt), Assistenzzoologe und Koch der Expeditionsmannschaft. Von 1997 bis 1999 wurden vor dem Kap im Rahmen des Cape Roberts Project Bohrkerne zur Rekonstruktion der Vereisungsgeschichte Antarktikas entnommen.